# 마른나무
마른나무 또는 티코카르푸스 크리니투스(Tichocarpus crinitus)는 진정홍조강 돌가사리목에 속하는 홍조류의 일종이다. 티코카르푸스과(Tichocarpaceae)와 티코카르푸스속(Tichocarpus)의 유일종이다. 아시아의 일본과 캄차카반도, 한국, 러시아 등에서 발견된다.